# Mieściska (Jasienna)
Mieściska – część  wsi Jasienna w Polsce, położona w województwie małopolskim, w powiecie nowosądeckim, w gminie Korzenna.
W latach 1975–1998 miejscowość administracyjnie należała do województwa nowosądeckiego.